# Tara Chambler
Tara Chambler es un personaje ficticio de la serie de televisión The Walking Dead, que se transmite por AMC en Estados Unidos. El personaje está basado en Tara Chalmers, de la novela The Walking Dead: Rise of the Governor. Es interpretada por la actriz Alanna Masterson. A diferencia de otros personajes, Tara no aparece en la serie de cómics en la que se basa la serie de televisión. 
La familia de Tara encuentra al Gobernador, bajo el alias "Brian Heriot", y lo invitan a su complejo de apartamentos. Más tarde, la hermana de Tara, Lilly, establece una relación sentimental con él, aunque Tara sigue siendo ferozmente protectora de su hermana y su sobrina. Eventualmente, después de que su padre fallece, el Gobernador y la familia de Tara abandonan el complejo de apartamentos y encuentran el campamento de  Martinez. Mientras el Gobernador coacciona a la gente del campamento para atacar la prisión de refugio seguro, Tara descubre su verdadera brutalidad y la vendetta que mantiene, y queda traumatizada cuando asesina a Hershel. Después de la caída de la prisión, Glenn se dirige a Tara en busca de ayuda para encontrar a su esposa, Maggie, que escapó durante los disparos. Tara lo sigue a regañadientes en su búsqueda y finalmente, se convierte en una miembro del grupo de Rick Grimes después de que la perdona por ser parte de la milicia del Gobernador. Ella sigue siendo una parte activa del grupo cuando llegan a la Zona segura de Alexandría donde desata un romance con la Dra. Denise Cloyd, y se convierte en una de las principales proveedoras de suministros de Alexandria.

## The Walking Dead: Rise of the Governor
Tara Chalmers vive en Atlanta con su hermana Abril y su padre David. La familia conoce al Gobernador y el edificio es atacado por caminantes, David y otros ancianos mueren y el Gobernador le pone fin a su reanimación. Después, Tara no encuentra a Abril ni al Gobernador por ningún lado y obliga al grupo a abandonar el edificio.[cita requerida]

## Serie de televisión
Tara es hija de David, hermana de Lilly y tía de Meghan. 

### Temporada 4
Hace su primera aparición en el episodio Live Bait, a punta de pistola Tara recibió en su edificio a un desaliñado Brian Heriot y pese a la enorme desconfianza que le generaba, junto con su hermana decidieron brindarle una mano y lo dejaron quedarse con ellas por algunos días. Con el paso del tiempo Tara terminó aceptando al hombre en sus vidas, especialmente después de que las ayudara a conseguir unos tanques de oxígeno para su moribundo padre, y comenzó a comportarse con él como si fuera parte de su familia. Mientras yacía recostada junto al cadáver su recién fallecido progenitor, una dolida Tara ignoró las advertencias de Brian sobre la posible reanimación del muerto y como consecuencia estuvo a punto de ser mordida por la criatura aunque afortunadamente fue rescatada justo a tiempo. Tras el tremendo susto que se había llevado y sin su padre para continuar reteniéndola en el apartamento, Tara no dudó en aceptar la propuesta de su hermana de acompañar a Brian en el viaje que planeaba emprender y terminó marchándose del que había sido su hogar por tanto tiempo.
En Dead Weight, tras toparse con un grupo de sobrevivientes mientras escapaban de una horda de caminantes, Tara quedó instantáneamente flechada con una de las mujeres del campamento y en poco tiempo comenzó una relación amorosa con ella, obligando así a su familia a guardar asiento definitivo en el lugar. Rápidamente la chica y su clan se adaptaron a su nuevo hogar aunque Brian empezó a insistir en que posiblemente era inseguro y deseó marcharse lo antes posible, pero al fallar al intentar a abandonarlo decidió cambiar de planes y volvió a sus viejos hábitos de Gobernador. Luego de que su cuñado asumiera el mando del nuevo grupo, Tara y su novia se volvieron guardias del campamento y durante una de sus rondas se mantuvieron distraídas en lugar de cuidar de Meghan, quien estuvo a punto de ser atacada por un caminante que se había infiltrado en la zona. Tras darse cuenta y pese a los intentos de la chica por alejar a la criatura de su sobrina, sus esfuerzos fueron en vano hasta que afortunadamente Brian apareció y salvó a la pequeña.
En el final de mitad de temporada Too Far Gone, habiendo comprobado que el campamento no era seguro, Brian persuadió a todos de tomar por asalto la prisión y reclamarla para ellos, siendo Tara la primera en apoyar su idea. Sin embargo, pese a ser en un principio partícipe del plan, la chica rápidamente cambió de parecer luego de escuchar las conmovedoras palabras de Rick, quien se dirigió a ella mientras trataba de razonar con el enemigo, y finalmente luego de ver como el Gobernador decapitaba a Hershel sin clemencia alguna, tiró indignada su arma y se rehusó a pelear. En medio del fuego cruzado, Tara quedó paralizada del miedo y se refugió detrás de un tanque, siendo posteriormente convencida por Alisha de mantenerse detrás de ella y escapar a la primera oportunidad que tuviera. Aunque Tara aceptó la promesa de su amante de volver a reunirse una vez terminado el ataque, cuando las cosas se pusieron peor entró en un completo estado de shock y se alejó de Alisha sin pensarlo.
En Inmates, Tara se encerró en una de las jaulas exteriores de la prisión y se mantuvo escondida por varias horas, viendo inclusive una vez finalizado el ataque cómo su hermana perdía la voluntad de vivir y se entregaba cruelmente a los caminantes. En estado casi catatónico, una desesperanzada Tara permaneció en la jaula hasta que finalmente fue encontrada por Glenn, quien la convenció de ayudarlo a escapar del recinto. Trabajando juntos, la chica y su nuevo amigo pudieron abandonar la prisión y llegar hasta la carretera, donde la joven confesó todo lo que el Gobernador había hecho y también el grado de participación que ella había tenido en los eventos. Cuando varios caminantes emboscaron a la pareja mientras conversaban, Glenn colapsó debido a su delicado estado de salud y entonces Tara se vio obligada a defenderlo de las criaturas. Mientras aniquilaba furiosamente al último caminante, Tara y su compañero fueron encontrados por el Sargento Ford y su grupo, quienes se detuvieron a brindarles una mano.
En el episodio Claimed, tras ser recogidos por Abraham, Tara se mantuvo junto a un inconsciente Glenn en la carrocería del vehículo en el que viajaban y comenzó a anotar las coordenadas de todos los lugares por los que atravesaban para así saber a donde se dirigían. Luego de que Glenn despertara, la chica le informó lo que estaba sucediendo y también confesó que horas atrás habían pasado el autobús que escapó de la prisión. Cuando el joven decidió abandonar a su nuevo grupo para regresar a buscar a Maggie, Tara se sumó a su misión sin dudarlo y comenzó a seguirlo de manera fiel.
En Us, durante el viaje, Abraham comenzó a cuestionar la gran lealtad que Tara tenía hacia Glenn y remarcó que no se debía porque estaba secretamente enamorada de él, a lo que la muchacha confesó que era porque se sentía en deuda por algo muy malo que había hecho. Luego de que Glenn pusiera más empeño e impaciencia en dirigirse hacia Terminus tras encontrar un cartel dejado por Maggie, Tara continuó siguiéndole el paso sin cuestionarlo pese al evidente peligro al que se estaban arriesgando, e inclusive se rehusó a detener la marcha tras lastimarse la rodilla durante un incidente con un caminante, provocando así que Rosita intervenga de una vez por todas para defenderla y le reclame a Glenn su falta de preocupación por el bienestar de su compañera. Aunque Tara se sintió conmovida por este gesto, siguió firme en su postura de apoyar a Glenn y utilizando una vara para sostenerse, continuó viajando. Cuando el grupo llegó hasta un túnel al cual el Sargento Ford se rehusó a ingresar por considerarlo muy riesgoso, Glenn y Tara decidieron continuar por su cuenta y se separaron del resto del equipo, aventurándose por la peligrosa mina donde no sólo encontraron rastros de un derrumbe reciente sino que además tuvieron que tratar de esquivar una horda de caminantes que los aguardaba detrás de una pila de escombros. Luego de que Tara terminara con el pie atorado entre los cascotes mientras trataban de eludir a las criaturas, Glenn se rehusó a abandonar a su compañera pese a los ruegos de ésta porque lo hiciera, pero afortunadamente la pareja fue rescatada justo a tiempo por el trabajo en conjunto del grupo de Abraham y la mismísima Maggie. Tras conocer a la afamada esposa de Glenn, Tara recibió las gracias por haber cuidado del muchacho durante todo ese tiempo y finalmente, cuando el grupo accedió acompañar al Sargento Ford a Washington, DC después de hacer una parada en Terminus, se unió a ellos.
En el final de temporada A, aunque Tara y su grupo eventualmente lograron arribar en Terminus, al poco tiempo descubrieron que todo se trataba de una trampa y terminaron siendo capturados y encerrados en un vagón de tren por razones desconocidas. Cuando Rick, Michonne, Daryl y Carl también cayeron prisioneros de los Terminianos, una asustada Tara reconoció al policía y con miedo salió de entre las sombras, pero Glenn rápidamente aclaró que ella era su amiga y disipó cualquier resentimiento que pudiera existir.

### Temporada 5
En el estreno de temporada No Sanctuary, Tara ayudó al grupo a crear improvisadas armas para enfrentarse a los Terminianos y se mantuvo optimista de que saldrían de aquella situación pese al desalentador panorama. Cuando Rick regresó a rescatarlos del vagón, ella ayudó al equipo a abrirse paso mientras escapaban del caos en Terminus y finalmente abandonó el lugar junto con ellos.
En Strangers, tras alejarse de Terminus, Rick le reveló a Tara que la recordaba del ataque a la prisión y le confesó que se dirigió a ella en aquella oportunidad porque notó que no deseaba estar en esa situación. El policía la perdonó por su participación y le dio la bienvenida al grupo, pero Tara sin embargo siguió sintiéndose incómoda por no haberle revelado aún a Maggie que ella formó parte del grupo que decapitó a su padre. Tras guardar refugio en la iglesia de un sacerdote al que rescataron en el bosque, Tara finalmente se tomó un tiempo para revelarle la verdad a su amiga, quien aunque se sintió sorprendida terminó perdonándola y le dio un fuerte abrazo.

En el episodio Four Walls and a Roof, después de que Bob, Daryl y Carol desaparecieron misteriosamente de la iglesia, Tara presenció como Rick interrogaba al Padre Gabriel tras creer que fue el responsable de la abducción y luego ayudó a meter a un malherido Bob de regreso en el edificio, enterándose así que en realidad estaban siendo acechados por Gareth y sus secuaces. Cuando Abraham quiso partir de inmediato hacia Washington D.C. debido a esto y empezó a pelear con Rick, Tara intervino para terminar la discusión y se ofreció a acompañar al Sargento sin importar lo que pase si aceptaba ayudar al grupo a enfrentar a los caníbales esa misma noche. La propuesta de Tara convenció por completo al Sargento, pero no sin antes agregar a Glenn y Maggie a la oferta, y finalmente luego de que los Terminianos fueron aniquilados brutalmente, el nuevo equipo partió hacia la capital tal como habían pactado.
En Self Help, por el camino, Tara bromeó con la idea de cortarle el pelo a Eugene y cuando el autobús en el que viajaban volcó a mitad del camino, animó al hombre a ayudar a sus compañeros a enfrentar a los caminantes que aparecieron en escena e inconscientemente le brindó la confianza que necesitaba para empezar a valerse por sí mismo. La chica y el científico continuaron afianzando su amistad durante la travesía, especialmente luego de que Eugene le revelara que saboteó el autobús para evitar llegar a Washington, D.C. pues pensaba que si no lograba salvar al mundo ya nadie lo querría alrededor, a lo que Tara le sugirió mantener entre ellos lo que había hecho y le aseguró que a pesar de lo que suceda siempre seguirían siendo amigos. Eventualmente las palabras de la chica sirvieron para que Eugene finalmente se atreviera a confesar que todo lo que les había dicho sobre la cura era una vil mentira, y aunque Tara se sintió sorprendida y engañada, de igual manera ayudó al científico cuando Abraham lo dejó inconsciente en el suelo tras una brutal paliza.
En el episodio Crossed, mientras el grupo se reponía del asombro que les causó la mentira de Eugene y trataban de decidir que hacer, Tara se encargó de racionalizar el poco suministro de agua con que contaban, y para levantar los ánimos también bautizó al pequeño equipo con un ingenioso nombre: "Greatm". De todos sus compañeros ella fue quien más rápidamente perdonó al seudocientífico por lo que había hecho y mientras se dirigía a un arroyo en compañía de Glenn y Rosita salió en defensa del hombre diciendo que no podían culparlo por haber utilizado la única habilidad que tenía para tratar de sobrevivir. El optimismo de Tara ante la adversa situación que les tocaba vivir la hizo además emocionarse al lograr quitarle a un caminante un bolso que parecía estar en intactas condiciones, y su alegría se hizo aún mayor al encontrar dentro del mismo un yo-yo en perfecto estado que no dudó en reclamar para sí.
En el final de mitad de temporada Coda, cuando Abraham y Eugene se recuperaron, el grupo regresó a la iglesia de Gabriel y tras enterarse de que Rick y los demás habían ido a Atlanta para rescatar a Beth y Carol, marcharon hacia la ciudad para reunirse con ellos. Tara y sus amigos llegaron justo a tiempo para ver salir a sus compañeros del Grady Memorial Hospital con el cadáver de Beth a cuestas y quedaron impactados con lo sucedido.
En el estreno de mitad de temporada What Happened and What's Going on, Tara aparece en el funeral de Tyreese luego de fallecer en la fallida misión de llevar a Noah hasta su hogar.
 En el episodio Them Tara y el grupo estaban con bajos suministros, los supervivientes decidieron probar suerte de todos modos en Washington, D.C. pues Eugene había estado en lo correcto al considerarla como la alternativa más segura, aunque el viaje resultó ser más duro de lo que el grupo esperaba. Cuando una repentina lluvia aplacó el terrible calor que habían estado soportando en su viaje a pie, Tara se acostó en el suelo junto con Rosita para disfrutar del agua y luego, cuando la tormenta se volvió peor, al igual que todos guardó refugio en un granero abandonado. En el episodio The Distance después de ser invitados por un forastero llamado Aaron a unirse a su comunidad de supervivientes, Tara y sus amigos viajaron hasta la Zona Segura de Alexandría.
En el episodio Remember, cuando los sobrevivientes llegan a Alexandria, a Tara se le asigna el trabajo de corredora de suministros. En el episodio Spend, Tara se encarga de saquear el almacén de las piezas necesarias para restaurar el poder en Alexandria, junto con Con Nicholas, Aiden, Glenn, Noah y Eugene. Dentro del almacén, Aiden dispara accidentalmente una granada contra un caminante, dejando a Tara inconsciente por la explosión. Eugene cuida a Tara y, cuando los caminantes comienzan a acercarse, se reúne. El coraje para llevarla a un lugar seguro dentro de la camioneta y Tara se lleva de vuelta a Alexandría. En el final de la temporada Conquer, después de días de estar inconsciente, Tara se despierta en Alexandría con Rosita a su lado.

### Temporada 6
En el estreno de la temporada First Time Again, Tara todavía se está recuperando en la cama mientras Maggie y Rosita la vigilan. Pronto puede caminar y ayuda a construir una barrera de pared, para ayudar a proteger a los caminantes que están atrapados en la cantera. Ella y Maggie discuten cómo Nicholas causó la muerte de Noah y Maggie le revela que Nicholas intentó matar a Glenn. Maggie entonces le recuerda que ella también estaba del lado del enemigo cuando el Gobernador atacó, y las dos se abrazaron. En el episodio JSS, Tara se ve por primera vez en la enfermería con Eugene. Tara conoce a Denise y le pregunta por qué no la ha conocido todavía. Tara le pregunta a Denise si puede ayudarla con un dolor de cabeza. Mientras los lobos atacan a Alexandria, Tara, Eugene y Denise se quedan en la enfermería. Una Holly herida es traída debido a que ella había sido apuñalada. Tara nota que Denise se muestra reacia a ayudar a una Holly moribunda y la presiona para que la ayude. A pesar de que Denise hace todo lo posible por salvar a Holly, ella muere debido a la pérdida de sangre. Antes de que Tara salga de la enfermería, le recuerda a Denise que destruya el cerebro de Holly para que no se reanime. En el episodio Now, Tara anima a Denise a no perder la esperanza en Scott. Denise le dice más tarde logra salvarle la vida y ambas se besan. En el episodio Heads Up, Tara salva a Spencer (Austin Nichols) disparando a los caminantes después de que Spencer cae en una manada por tratar de usar una soga por encima de la horda que rodeaba a la comunidad para arrastrarse a través de A pesar de haber salvado su vida, Rick le reclama enojado por haber perdido balas y a lo que ella le respondió simplemente levantando el dedo del medio, más tarde Rick se disculpa diciéndole que ella no necesitaba salvarlo. En el final de mitad de temporada Start to Finish, Tara es vista por primera vez ayudando a arrastrar a Tobin a un lugar seguro cuando las paredes se caen y una manada caminante entra en Alexandria. Ella y Rosita luego rescatan a Eugene y se refugian en un garaje cercano, atrapados allí por los caminantes. Rosita está empezando a perder la esperanza, pero Tara la alienta a seguir adelante y el trío comienza a trabajar para escapar del garaje. Más tarde, escapan y tropiezan en la misma habitación en la que el Lobo Alfa mantiene a Denise cautiva, con Carol y Morgan inconscientes en el suelo. El Lobo Alfa los obliga a entregar sus armas y Tara observa impotente mientras toma a Denise con él como rehén.
En el estreno de mitad de temporada No Way Out, Tara se une a Rick y al resto de la ciudad para eliminar a los caminantes. En el episodio The Next World, dos meses después de la purga caminante, se muestra que Tara y Denise (quienes lograron sobrevivir al evento) ahora viven juntas como pareja. En el episodio Not Tomorrow Yet, Tara acompaña al grupo al complejo de los Salvadores para infiltrarse y matarlos. Tanto Jesús como el Padre Gabriel consuelan a Tara, quien se siente culpable por mentirle a Denise. Más tarde ella mata a un miembro de los Salvadores. Después de todos los acontecimientos del asalto al puesto de avanzada de los salvadores ella y todos los demás sobreviven, Heath y Tara luego se van para una carrera de suministros durante dos semanas.

### Temporada 7
Tara regresa en Swear ella se separa de Heath, terminando en una playa, inconsciente. Una niña llamada Cyndie (Sydney Park) le da agua y se va. Poco después, Tara se despierta y la sigue, solo para encontrar una comunidad llamada Oceanside llena de mujeres armadas que matan a cualquier extraño que ven a la vista para protegerse. La descubren y trata de huir mientras las mujeres intentan dispararle. Ella es capturada más tarde. En la cena, ella se entera de que fueron atacadas por los Salvadores y todos los hombres de su comunidad fueron asesinados. A la líder de la comunidad, Natania, le pide a Tara que se quede, pero ella los convence para que la dejen ir, ya que dice que necesita volver con su novia (sin saber que Denise está muerta). Más tarde, Tara se da cuenta de que está siendo llevada con el objetivo de ser asesinada, por lo que se escapa con la ayuda de Cyndie, quien le pide que jure no decirle a nadie más sobre la comunidad. Tara regresa a casa solo para enterarse de las muertes de Glenn, Abraham y su novia Denise. Rosita pregunta si hay un lugar, no importa lo peligroso que sea, encontrar armas, luchar contra Negan y los Salvadores. Tara miente, diciendo que no vio nada en su carrera de suministro, manteniendo así su promesa a Cyndie. En Hearts Still Beating, Tara se acerca a Olivia en el porche y le entrega un bote de limonada en polvo según lo solicitado por Negan. Ella se ofrece a tomar su lugar en el interior, pero Olivia se niega, diciendo que prometió cuidar a Judith, más tarde, Tara y algunos de los otros residentes se reúnen mientras Spencer y Negan juegan al billar en la calle. Ella observa con horror como Negan con su cuchillo destripa a Spencer, y se horroriza cuando Olivia recibe un disparo en la cara como castigo porque Rosita intento matar a Negan. Cuando Negan exige saber quién hizo la bala, Tara interviene y afirma que fue ella. Cuando los Salvadores voltean sus armas hacia ella, Eugene interviene y confiesa que era él. al día siguiente, Tara acompaña al grupo mientras se reúnen con los demás en Hilltop. Juntos, todos caminan hacia la mansión preparándose para la guerra contra los salvadores.
En "Rock in The Road" Tara está presente cuando Rick intenta convencer a Gregory para que luche contra los Salvadores. Ella le dice que debería hacer lo correcto y dar un paso adelante, pero él la interrumpe. Después de que abandonan su oficina, Daryl razona que no necesiten un ejército grande y que si encuentran los suministros adecuados, podrían explotarlos. Tara le recuerda que hay civiles dentro del Santuario. Jesús le dice al grupo que es hora de que conozcan al Rey Ezekiel, Tara acompaña al grupo al Reino, donde se reúnen con Morgan y conocen a Ezekiel. Se van a la mañana siguiente cuando Ezekiel se niega a pelear, en su camino de regreso del Reino, se encuentran con un bloqueo de automóviles en la carretera establecida por los Salvadores. Tara ayuda a desmantelar los explosivos y Rosita le quita algo de dinamita, diciéndole que no le gusta cómo se ve, mientras una manada de caminantes se acerca a la carretera, Tara, Carl y Rosita trabajan para bloquear la rampa de acceso nuevamente hasta que estén rodeados. Finalmente, Rick y Michonne logran conseguir la dinamita y eliminar gran parte de la manada y cuando regresan a Alexandría, la dinamita que sobra explota detrás de ellos. Cuando les informan de la desaparición del Padre Gabriel, Tara junto con Rick y compañía logran rastrearlo y terminan en un depósito de chatarra, donde son mantenidos a punta de pistola por un gran grupo de extraños. En "New Best Friends", Tara es parte del grupo que se encuentra con los carroñeros mientras Rick negocia un acuerdo con ellos para luchar contra los Salvadores. Ella está consternada al ver a Rosita cada vez más inquieta y ansiosa por luchar mientras Tara le aconseja que tenga paciencia. En "Say Yes", Tara se muestra está en conflicto porque sabe que Oceanside tiene los números y las armas para marcar la diferencia en la pelea, pero no quiere romper su promesa a Cyndie. También sabe que si Rick y los demás van a Oceanside, lo más probable es que conduzca a un conflicto, finalmente, ella le revela a Rick que hay algo que necesita decirle. En "Something They Need" se muestra que Tara les contó a Rick y los demás sobre Oceanside y su considerable poder de fuego, lo que les llevó a formar un plan para emboscar a la comunidad y tomar las armas. Tara se infiltra en la comunidad e intenta convencer a Natania y Cyndie para que se unan a ellos y luchen en lugar de esconderse. Cuando se niegan, Tara se ve obligada a permitir que el plan de Rick tome a la comunidad como rehén. Natania logra desarmar a Tara y la sostiene a punta de pistola, exigiendo que todos se vayan. Rick se niega y afirma que están tomando las armas de una manera u otra. Las tensiones se detienen cuando una manada de caminantes converge en ellos, obligando a los grupos a trabajar juntos. Cuando Oceanside aún se niega a ayudarlos, el grupo se va con sus armas (aunque Tara promete devolverlos una vez que se haya completado la lucha). Después de agradecer a Cydnie una vez más por su ayuda, Rick se acerca a Tara y le recuerda que no tiene que sentirse culpable. Tara responde que ella sabe eso y ya no lo sabe. Tara regresa a Alexandria con Rick y los demás, para encontrar a Rosita esperándolos. Ella explica que Dwight está en su celda que desea ayudarlos. En "The First Day of the Rest of Your Life", Tara alienta a Daryl a matar a Dwight en venganza por la muerte de Denise, pero Daryl se resiste. Más tarde, se demuestra que Tara está decepcionada por la decisión de Rick y Daryl de confiar en Dwight. En la batalla con Negan al día siguiente, cuando Rosita recibe un disparo y es herida, Tara la ayuda a ponerse a salvo. Tara es vista más tarde junto a la cama de Rosita mientras se recupera de sus heridas.

### Temporada 8
En "Mercy" Tara se ve con Daryl, Morgan y Carol organizando un plan para atacar al Santuario y luego con Jesús y Dianne comienzan a atacar a varios puestos avanzada de los salvadores. En "The Damned", Tara y Jesús dirigieron un ataque sorpresa coordinado y silencioso en el mismo observatorio de radio telescopio que habían despejado previamente de los salvadores; sin embargo, Morgan, junto con Andy y Freddie  parecen ser asesinados a tiros. Tara y Jesús encuentran a un hombre acurrucado en un armario que se dice es un trabajador del Santuario, y mientras Tara está ansiosa por matarlo, Jesús sugiere que lo mantengan con vida, el hombre se vuelve contra ellos y amenaza con dispararle a Jesús. Tara y Jesús lo vencieron y lo enmarrocan.
En "Monsters", mientras se dirigían a Hilltop con los Salvadores que habían capturado durante el operativo, Tara vigiló con ahínco a los prisioneros y los protegió de los caminantes que les salieron al paso, convencida de que Maggie los asesinaría una vez que lleguen a la colonia debido a todo lo que han hecho, se llevó una gran decepción cuando Maggie optó por mantenerlos con vida tal como lo sugería Jesús en lugar de hacerle caso a su idea de matarlos a todos sin clemencia.
En "The King, the Widow and Rick", Tara le expresa a Daryl su deseo de matar a Dwight, como venganza por haber matando a su novia. En "Time for After", Tara y sus compañeros debatieron sobre el plan de Daryl de estrellar un camión en los muros de la fábrica para permitir el ingreso de los caminantes, siendo Rosita porque sabe que reside gente inocente en el interior, sorprendida por el repentino cambio de actitud de Rosita, Tara discute con Rosita lo cual ella decide excluirse y tomar la retirada, Tara y los demás decidieron seguir adelante con la idea de atacar el Santuario, procediendo al ataque, este hecho ocasionó una gran conmoción entre los Salvadores. En "How It's Gotta Be", Tara y otros encuentran a Dwight en la carretera, después de haber sido descubierto por su traicion, una salvadora se escapa en medio de los disparos. Sin embargo, Tara a regañadientes le permite ingresar a Alexandría con su grupo.
En "Honor", Tara escuchó atenta mientras Dwight les explicaba que los Salvadores se marcharían pronto de Alexandría y discutió con sus compañeros sobre la idea de llevar a todos a Hilltop una vez que terminaran las explosiones. Habiendo tomado la decisión de dirigirse a la colonia en busca de refugio, Tara y los demás se despidieron de un agonizante Carl, quien debió quedarse atrás con Rick y Michonne al ser incapaz de emprender el viaje y entonces abandonaron las alcantarillas.
En "Dead or Alive Or" Tara a cargo de proteger a los sobrevivientes mientras Daryl, Rosita y Siddiq matan a gran parte de los caminantes medio sumergidos en el pantano. Tara ve a algunos caminantes a cierta distancia y convence a Dwight para que ayude, pero esto es una artimaña para alejarlo del grupo y matarlo. Dwight le ruega que lo deje ir, disculpándose por haber matado a su novia, pero ella dispara y él se escapa.  Sin embargo, cuando ella lo alcanza, ven que se acerca un grupo de Salvadores, a medida que los Salvadores se acercan al lugar donde se esconden y con el arma de Tara apuntando a Dwight, él rápidamente sale de la maleza y se acerca al grupo, actuando como si lograra escapar y reunirse con los Salvadores. Luego aleja a la patrulla del grupo de Alexandría, diciéndoles que ningún alexandrino podría estar en el área del pantano, ya que acababa de llegar de allí. Cuando Tara regresa al grupo, Daryl la regaña, temiendo que Dwight pueda contarle todo a Negan, pero Tara explica que ahora confía en Dwight y que él no lo haría.
En "Do Not Send Us Astray", Tara participa en la defensa de Hilltop durante un ataque salvador dirigido por Simon y la tiene al asecho para atacarla, de pronto Dwight, le dispara a Tara en el hombro con una flecha, lo que la salvó de ser asesinada por Simon. Mientras tanto, Rick  y sus otras fuerzas cargan desde el exterior, persiguiendo a los Salvadores restantes. Daryl acusa a Tara de confiar en Dwight después de haberlo visto como parte de las fuerzas de Simon y escapar con los otros Salvadores, pero Tara insiste en que Dwight todavía es leal a ellos, ya que descubrieron que las armas de los salvadores estaban contaminadas con sangre caminante. En "Still Gotta Mean Something", Tara llegó a la conclusión de que Dwight le había disparado con una flecha limpia para salvarla de Simon y se convenció aún más de que el hombre realmente había cambiado y estaba tratando de redimirse, ella buscó a Daryl para darle las buenas noticias y al mismo tiempo dejarle saber que ya no quería vengarse de Dwight de ninguna forma pues ahora le debía la vida, deshaciendo de esta manera el pacto que habían hecho de matarlo juntos una vez que la guerra termine.
En "Wrath", Tara junto con Alden y otros salvadores prisioneros se quedan atrás para acabar con los salvadores que se acercan a atacar a los residentes de la colonia Hilltop, cuando de repente los salvadores son golpeados por cócteles molotov lanzados por la comunidad de Oceanside, dirigida por Cyndie y Aaron.

### Temporada 9
En "A New Beginning", ha trascurrido un año y medio después de la caída de Negan y las comunidades obtuvieron un progreso exitoso, Tara está explorando uno de los caminos cuando Eugene la llama por radio, informándole que un grupo se dirigirá a Washington D.C. para buscar materiales agrícolas para el Santuario. En el camino, Daryl y Rosita informan a Tara y a los demás que el puente principal está fuera debido a una tormenta. Rick les dice a Tara, Gabriel, Aaron y Anne que regresen a Alexandría y el resto irá a una ruta alternativa y pasará la noche en el Santuario.
En "The Bridge", cuando las comunidades se unieron para reparar el puente que se había caído, Tara se instaló en el campamento que los obreros levantaron en el bosque y estuvo a cargo de vigilar los alrededores para prevenir que los muertos se acercaran a la zona. Ella se subió a una grúa para tener un mejor panorama y desde allí coordinó con los otros vigilantes las estrategias para distraer a las criaturas. Cuando una de las alarmas no se activó como debía, rápidamente alertó a Rick acerca de la horda que se dirigía hacia ellos y evitó un ataque sorpresa.
En "What Comes After", Tara, al igual que el resto de sus compañeros, fue testigo de cómo un malherido Rick hacía estallar el puente para detener el avance de una gran horda de caminantes y aparentemente moría en la explosión. En "Stradivarius", dentro del salto temporal de seis años después de los eventos que llevaron a la aparente muerte de Rick y la partida de Maggie con Georgie, Tara se muda a Hilltop, antes de mudarse a Hilltop. Sin embargo, ella revela que robó la carta comunitaria que Michonne había preparado para el pacto de comunidades y se la pasó a Carol y Ezekiel para que algún día pudieran implementarla tal como habían querido. En "Evolution", cuando Michonne y Siddiq llegan a Hilltop con el grupo de Magna, Tara la recibe con total frialdad a Michonne y la actualiza sobre las situaciones de Eugene, Aaron, Daryl y Rosita. Luego le informa al grupo de Magna que tendrán que esperar a que Jesús regrese antes de decidir sobre su futuro, pero pueden quedarse hasta que regrese. Connie le agradece por todos, en la noche, Tara lleva a Earl a la cárcel donde Henry se sienta en una celda como castigo por su mal comportamiento. En "Adaptation", después de fallar en hacer hablar a la prisionera, Tara y sus compañeros no tuvieron más opción que retirarse para dejarla a solas, más tarde Tara, Alden y los otros planean buscar a sus amigos en grupos. Luke le pregunta si puede ayudar y ella acepta su contribución.
En "Omega" Tara lleva a Magna y a sus amigos a buscar a Alden y Luke, conscientes de que pueden encontrar más gente como Lydia que usan disfraces de caminante. Mientras encuentran a los caballos muertos de la pareja, Tara declara que es demasiado arriesgado quedarse fuera y ordena al grupo que vuelva a Hilltop. Tara llama a Daryl y Magna a continuación para unirse a ellos en el puesto de guardia, delante de la puerta, se aproxima el grupo de Lydia y el líder revela ser una mujer con el cabello rapado, ella se presenta como Alpha y les dice que solo quiere a su hija de regreso.
En "Bounty", con la propuesta de Alpha de realizar un intercambio pacífico entre Alden y Luke por su hija, Tara se dispuso a buscar a la muchacha después de haber desaparecido de la comunidad y le ordenó a todos separarse y encontrarla. Cuando Lydia finalmente apareció y aceptó ser entregada para reencontrarse con su madre, Tara observó con alivio como el intercambio era realizado exitosamente y cómo Los Susurradores se marchaban de sus tierras sin necesidad de haber comenzado una guerra. Al caer la noche, Tara fue informada por Daryl que Henry había escapado de la comunidad para buscar a Lydia y observó como el cazador rápidamente se ponía en marcha para evitar que el muchacho fuera asesinado en el intento. En "Chokepoint", de camino al Reino, el grupo de Tara y Magna limpian los caminos para que estén despejados para el convoy de Alden que lleva la comida y los productos comerciales para la feria. Kelly le hace saber a Tara que está preocupada por Connie, pero ella le asegura que estará bien con Daryl. Más tarde, una pequeña manada de caminantes se acerca al grupo, de repente, unos hombres de la carretera montan a caballo, ayudan a derribar a la horda y después se presentan a Tara, los hombres los escoltan al Reino. En el Reino, Tara saluda a Carol y Ezekiel, quienes le preguntan por Henry y Daryl, pero Tara admite que pensó que ya estarían allí.
En "The Calm Before", mientras está en la feria del Reino, Tara, junto a Gabriel, Ezekiel, Carol y Rachel, firman la carta para crear la Coalición, algún tiempo después de hablar con Gabriel y Rachel sobre el entrenamiento de guerra en la playa de Oceanside, Tara es secuestrada por los Susurradores. Ella, junto con Enid, Henry, Siddiq, Tammy, Frankie, Addy y Rodney son llevados a un granero custodiado por los Susurradores. Después de Ozzy, Alec y D.J. los encuentra, el grupo puede luchar y matar a varios Susurradores antes de ser superados y luego decapitados frente a Siddiq. La cabeza decapitada y reanimada de Tara es encontrada por Daryl, Carol, Michonne, Yumiko y Siddiq en una pica que marca la nueva frontera. De vuelta en la feria, Siddiq relata los últimos momentos de Tara como heroicos.

## Desarrollo y recepción

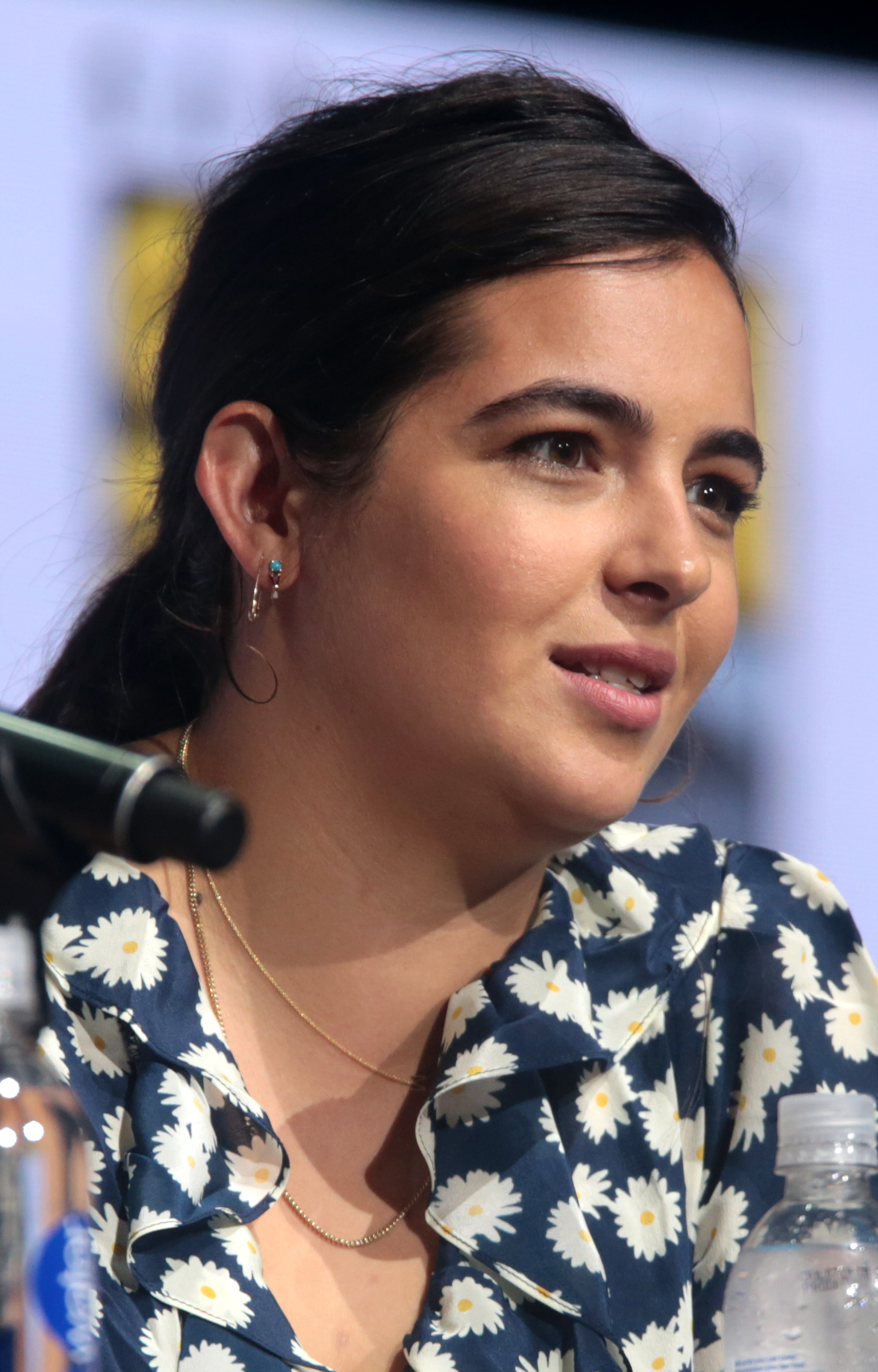
Alanna Masterson interpreta a Tara Chambler

Alanna Masterson fue promovida al elenco principal en la quinta temporada.  A partir del segundo episodio de la séptima temporada, su nombre aparece en los créditos de apertura.
Para el episodio "Crossed" en la quinta temporada, Zack Handlen, escribiendo para  The A.V. Club  comentó positivamente sobre el personaje y dijo: "Tara es genial."
Para el episodio "Swear", el personaje de Tara fue muy bien recibido. Matt Fowler comentó que "Tara todavía necesita un poco de trabajo desde el punto de vista del personaje, pero al menos su convicción de que todos los asesinatos que su tripulación cometieron estaban más o menos justificados con ella como alguien que fue parte del asalto del Gobernador a la prisión de Rick. ". También se mostró escéptico sobre su decisión de mentir sobre la comunidad.
Zack Handlen, escribiendo para The A.V. Club fue más elogioso en la escena final, llamándolo "un raro ejemplo de un personaje que realmente hace una elección moral difícil pero responsable". Alabó a Tara en una hora y dijo: "Tal vez lo más parecido al alivio cómico autopercibido que ha dejado el programa, Tara sigue siendo lo suficientemente agradable" y elogió el "momento de desinterés y fe" al no hablar de Oceanside, que "genera uno". de los pocos momentos de tensión legítima en toda la hora ". A pesar de esto, criticó su decisión de mentir a los miembros de Oceanside diciendo: "Me gusta Tara, pero es más difícil echarle raíces cuando cuenta mentiras tan estúpidamente divertidas. Su decisión de hablar sobre Rick y su compañía asesinando a un montón de hombres de Negan. también parece ser una mala decisión. ("¡Debes confiar totalmente en mi grupo! ¡Somos buenos para matar!") "
Por el contrario, Shane Ryan para  Paste Magazine 'fue extremadamente crítico con el rendimiento de Masterson. Fue más allá y dijo: "Pasé de pensar que se trataba de un episodio sobre un par de asesinos tropicales rudos hasta darme cuenta de que el misterioso cuerpo arrojado a la orilla pertenecía a Tara ... ese fue el peor golpe de tripa". A diferencia de Stolworthy, a Ryan no le gustaba el humor del episodio y decía: "Cada una de las partes" divertidas "de diálogo que Tara pronunció bajo estrés era muy poco graciosa. Contrata a un escritor de comedias, Walking Dead. Tu mierda necesita un golpe fuerte".
La actuación de Masterson recibió una respuesta mixta de parte de los críticos. Jacob Stolworthy por The Independent fue complementario de la interpretación que hizo Masterson de Tara diciendo: 'De acuerdo, si a los fanáticos se les dijera que tendrían un episodio dedicado a Tara después de su presentación en la cuarta temporada, las cejas habrían sido Pero a través de este personaje, jugado con un encanto refrescante por Masterson (cuyo embarazo es para dar cuenta de su falta de presencia), nos encontramos con otra comunidad nueva ".
Ron Hogan por Den of Geek fue complementario con el humor de Tara, y dijo:' Alanna Masterson tiene algunas buenas sensibilidades cómicas [...] Sin embargo, simplemente no siento que Tara sea un personaje suficientemente fuerte para que ella pueda llevar un episodio completo, y ni ella ni Heath se han desarrollado lo suficiente para desaparecer durante dos meses en episodios repartidos en dos temporadas "
Por el contrario, a Jeff Stone por IndieWire le gustó la decisión de concentrarse en Tara para un episodio que decía: "Tara siempre ha sido una de mis favoritas sentimentales, con su racha humorística y su falta de voluntad para ser una Ricketeer en toda regla. es una Stormtrooper. Es bueno tenerla de vuelta. "
Algunos críticos sintieron que la caracterización del núcleo del grupo de supervivientes, incluida Tara, estaba desactivada en "Something They Need". Ron Hagan para Den of Geek! Dijo, 'Rick y Tara finalmente discuten la presencia del grupo de mujeres hospedadas en el océano, y eso significa que está listo para emprender un asalto en toda regla un grupo de mujeres y niños, volando dinamita fuera de sus muros, llamando la atención de los zombis en el área, y luego tomando todas sus armas para luchar su propia batalla. Y sí, ese es el héroe de la historia ". Se sintió aliviado de que el alboroto que envolvió a Sasha la semana anterior no se extendiera hasta el final.
Zack Handlen para  The A.V. Club tenía una perspectiva similar sobre atacar Oceanside. Él dijo: "El hecho de que Tara no solo haya firmado este plan, sino que también parece estar cien por ciento detrás de él, está en desacuerdo con todo lo que sabemos sobre ella. Por mucho que se suponga que debe creer en Rick ahora (y claramente, se supone que debe creer en él mucho), que ella voluntariamente acepte un esquema abiertamente agresivo es extraño. Esto no es "vamos a hablar, y veremos qué pasa después".